# Nicola Guidetti
Nicola Guidetti (Ferrara, 1963) è un flautista italiano, specializzato nel repertorio classico e contemporaneo. Si è formato sotto la guida di grandi flautisti come Severino Gazzelloni, Jean-Pierre Rampal, Conrad Klemm e Alain Marion. Inizia presto l'attività concertistica pur dedicandosi all'insegnamento presso i conservatori italiani. Il suo lavoro ha contribuito alla riscoperta di alcuni compositori del repertorio classico italiano come Giovanni Battista Martini, Luigi Boccherini, Ferdinando Carulli, Giuseppe Cambini e Bartolomeo Campagnoli.

## Biografia
Si diploma in flauto presso il Conservatorio "G. Frescobaldi" di Ferrara perfezionandosi poi presso l'Accademia Chigiana di Siena e presso il Conservatorio di Winterthur in Svizzera.
Ha iniziato subito la carriera concertistica, sia in Italia che all'estero, come solista e in diversi complessi di musica da camera. Ha suonato in oltre venti paesi in Europa, Nord Africa e America Latina. Ha partecipato a registrazioni radio televisive presso diverse emittenti nazionali e tenuto concerti presso importanti sale fra le quali si ricordano il Mozarteum di Salisburgo, l'Accademia Chigiana di Siena e il Théâtre St. Michel di Bruxelles per citare le più prestigiose.
Suona come primo flauto nell'Orchestra Città di Ferrara collaborando con altre importanti orchestre europee sotto la guida di importanti direttori come Claudio Abbado, Salvatore Accardo, Donato Renzetti e molti altri.
Ha registrato tredici CD per rinomate etichette discografiche come Ricordi, Dynamic, Tactus, Bottega Discantica, Aura, Bongiovanni, Fabula Classica.
Insegna presso il Conservatorio "G. Frescobaldi" di Ferrara nella cattedra di flauto.

## Discografia
- 1992 - Giovanni Battista Martini: L'opera per flauto (Bongiovanni)
- 1996 - AA.DD. : Florilège d'Opéra (Aura)
- 1996 - Marco Di Bari: Works 1985/90 (BMG Ricordi)
- 1997 - Luigi Boccherini: The Madrid flute quintets (Dynamic)
- 1999 - Louis Spohr: Sonate Concertanti per arpa e flauto (Discantica)
- 2000 - AA.DD. : Flautissimo (Riverberi Sonori)
- 2001 - Wolfgang Amadeus Mozart: Flute Sonatas (Fabula Classica)
- 2002 - Giuseppe Maria Cambini: Sei trii concertanti op.26 (Tactus)
- 2003 - Ferdinando Carulli: Duo op.158 - Duetti op.51 (Tactus)
- 2004 - AA.DD. : Flûte à la Parisienne - Virtuoso french pieces for flute and piano (Fabula Classica)
- 2005 - Luigi Boccherini: Quintetti per flauto G.438 - G.440 - G.442 (Tactus)
- 2006 - Wolfgang Amadeus Mozart: Flute Quartets (Fabula Classica)
- 2008 - Bartolomeo Campagnoli: Quartetti per flauto (Tactus)
- 2014 - Franz Joseph Haydn: The Sonatas for Flute and Piano (Dynamic)